# Selabacteria
Selabacteria es un amplio supergrupo de bacterias que, dentro de la filogenia bacteriana, agrupa a su vez a dos grandes supergrupos: Terrabacteria y Gracilicutes. Esto significaría que este clado incluiría a la gran mayoría de bacterias, excluyendo solamente a las bacterias ultrapequeñas y a algunas bacterias termófilas.
Este clado presenta dicotomía entre Terrabacteria, un grupo que sería el resultado de la adaptación evolutiva al hábitat terrestre, y Gracilicutes o Hydrobacteria, grupo que habría evolucionado en hábitat marino; lo cual estaría respaldado por estudios filogenéticos proteicos y genómicos.
Otros estudios respaldan a Selabacteria, pero mostrando a Terrabacteria como un grupo parafilético, de acuerdo con la filogenia del ARN ribosómico.